# Stoyan Yankoulov
Stoyan Yankoulov (em búlgaro: Стоян Янкулов) (Sófia, Bulgária, 10 de Setembro de 1966) é um baterista búlgaro e percussionista.